# Беловес (Наход)
Беловес (нем. Bielowes; чеш. Běloves) является частью города Находа в Краловеградецком крае. Расположен в долине реки Метуе, рядом с государственной границей с Польшей. Через Беловес проходит дорога I / 33 (E67), которая является одной из основных транспортных линий Чехии с Польшей, региональная дорога II/303 и железнодорожная линия 026. На территории находится спа-центр Беловес (Lázně Běloves) с источником минеральной воды Ida.

## История
Поселок использовался как пограничный переход к городу Наход. В 14 веке был найден источник минеральной воды. Сам курорт основан в 1818 году.

## Население
| Год  | Численность | Численность |
| ---- | ----------- | ----------- |
| 1869 | 704         | [ 4 ]       |
| 1880 | 620         | [ 4 ]       |
| 1890 | 878         | [ 4 ]       |
| 1900 | 1430        | [ 4 ]       |
| 1910 | 1395        | [ 4 ]       |
| 1921 | 1326        | [ 4 ]       |
| 1930 | 1676        | [ 4 ]       |
| 1950 | 1629        | [ 4 ]       |
| 1961 | 1555        | [ 4 ]       |
| 1970 | 1594        | [ 4 ]       |
| 1980 | 1934        | [ 4 ]       |
| 1991 | 1670        | [ 4 ]       |
| 2001 | 1505        | [ 4 ]       |
| 2011 | 1408        | [ 4 ]       |
| 2021 | 1306        | [ 3 ]       |